# Bill Wyman's Rhythm Kings
Bill Wyman's Rhythm Kings est un groupe de blues rock créé et emmené par Bill Wyman, l'ancien bassiste des Rolling Stones. D'autres membres du personnel ont varié en fonction de la disponibilité de chacun, un article du magazine The Telegraph comme "une escouade fluctuante de vétérans". Leurs concerts et leurs albums ont tendance à mettre l'accent sur les reprises de chansons de blues, de R&B et des premiers succès du rock and roll des années 1950. Wyman a formé les Rhythm Kings après avoir quitté les Rolling Stones en 1993 à la suite de la longue tournée mondiale pour l'album Steel Wheels, invoquant le désir de travailler dans des clubs plus petits et d'éviter la pression d'être dans l'un des groupes rock les plus aboutis au monde.
Le 10 décembre 2007, Wyman et son groupe sont apparus aux côtés de Led Zeppelin réuni au Ahmet Ertegun Tribute Concert à l'O2 de Londres.
En 2009, l'ancien guitariste des Rolling Stones, Mick Taylor, a été invité avec les Rhythm Kings de Wyman.

## Discographie
Albums studio
- Struttin' Our Stuff (octobre 1997)
- Anyway the Wind Blows (février 1999)
- Groovin' (mai 2000) UK #52 [3 semaines]
- Double Bill (mai 2001) UK #88 [2 semaines]
- Just for a Thrill (mai 2004) UK #149 [1 semaine]

Albums live
- Rhythm Kings Live (novembre 2005)
- Live Communication (septembre 2011)

Singles
- "Groovin'" / "Can't Get My Rest at Night" / "Gambler's Lament" (2000)
- "That's How Heartaches Are Made" / "I Know (You Don't Love Me No More)" (2004)

DVD
- Bill Wyman's Rhythm Kings in Concert (2002)
- Bill Wyman's Rhythm Kings (2004)

## Musiciens
Membres attitrés
- Bill Wyman, basse et chant
- Gary Brooker, claviers et chant
- Georgie Fame, claviers
- Mike Sanchez, claviers et chant
- Beverly Skeet, chant
- Janice Hoyte, chant
- Eddie Floyd, chant
- Graham Broad, batterie
- Albert Lee, guitare et chant
- Andy Fairweather-Low, guitare et chant
- Mick Taylor, guitare
- Terry Taylor, guitare et chant
- Nick Payn, saxophone
- Frank Mead, saxophone
- Geraint Watkins, claviers et chant
- Gary U.S. Bonds, chant

Invités en studio
- Paul Carrack, chant
- Eric Clapton, guitare
- Tommy Emmanuel, guitare
- Peter Frampton, guitare
- George Harrison, guitare
- Mark Knopfler, guitare
- Mick Taylor, guitare
- Odetta, chant
- Anita Kelsey, chœurs
- Nicky Hopkins, piano
- Chris Stainton, claviers
- Max Middleton, claviers
- Henry Spinetti, batterie
- Ray Cooper, percussions
- Axel Zwingenberger, piano